# Kursaal Bern

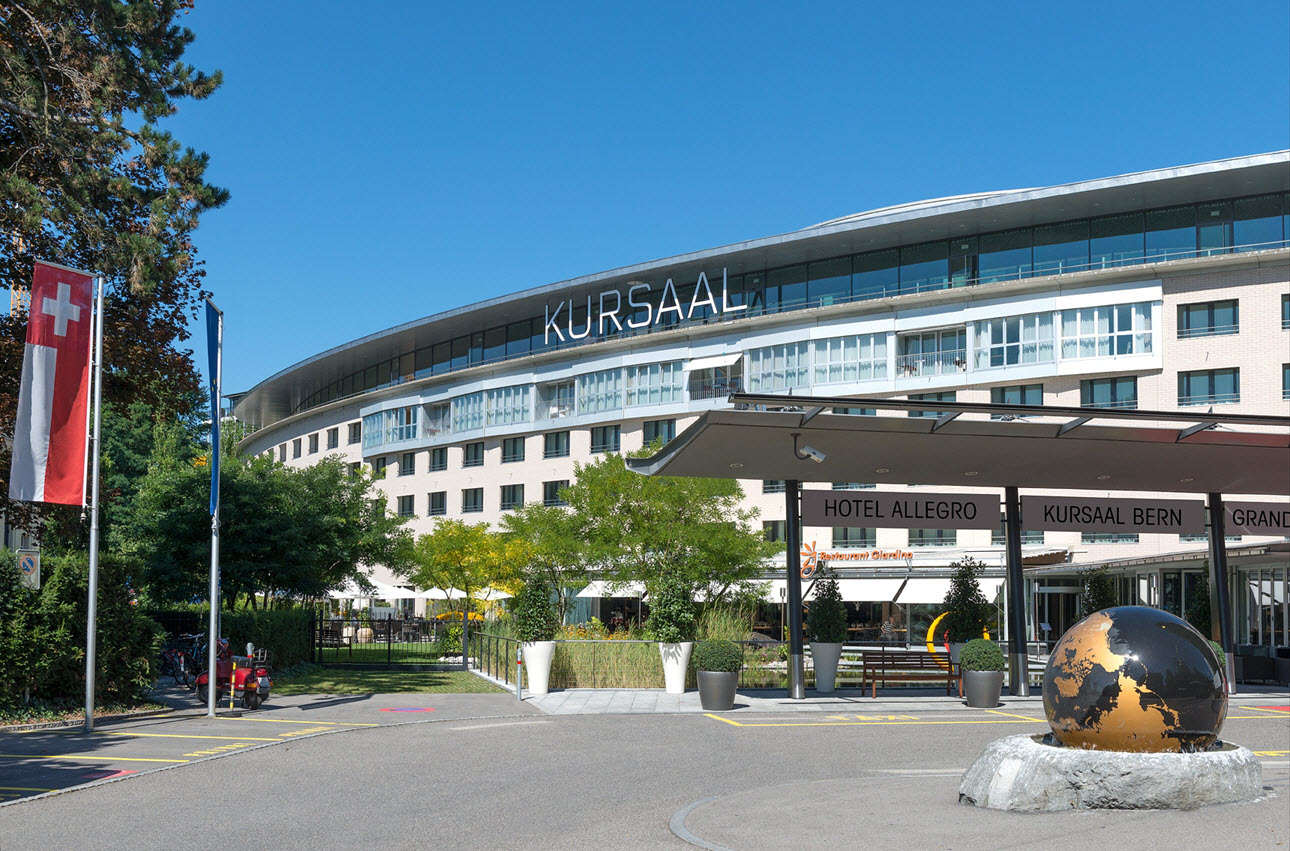
Kursaal Bern

Der Kursaal Bern ist ein Kongress- und Eventzentrum am nördlichen Brückenende der Kornhausbrücke im Altenbergquartier gegenüber der Berner Altstadt. Es beherbergt neben den Konferenz- und Seminarräumen auch das 4-Sterne-Superior Swissôtel Kursaal Bern, zwei Restaurants, eine Bar sowie das Grand Casino Bern.

## Geschichte

### Vom Mittelalter bis 1903

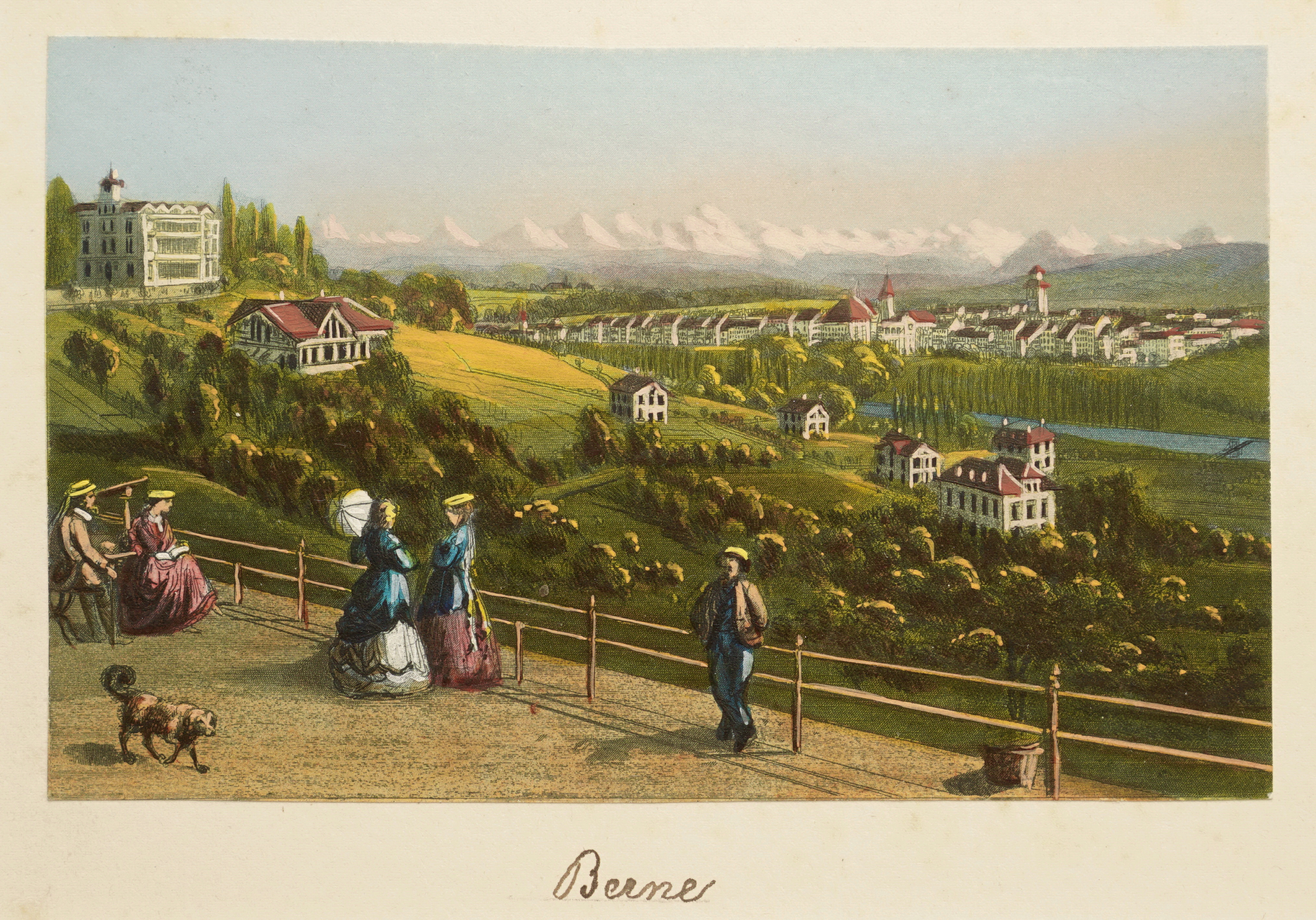
Blick vom Schänzli um 1870; links die Sommerwirtschaft.
Radierung von Heinrich Müller

Das heutige Kursaal-Areal hiess im Mittelalter Gandegg. Trotz der Nähe zur Innenstadt war die Gandegg relativ schwer zugänglich, sie war nur über die Untertorbrücke oder ab 1823 mit der Fähre des späteren, 1857 errichteten Altenbergstegs erreichbar. Mit der Eröffnung der Roten Brücke 1856 und insbesondere der Kornhausbrücke 1898 verkürzte sich der Weg und das Areal wurde zum Naherholungsgebiet der Stadtberner.
Die Gandegg wurde Mitte des 19. Jahrhunderts in Schänzli-Areal umbenannt. Der Name leitete sich von einem militärischen Schanzenprojekt ab, welches in dieser Form nie ausgeführt wurde.
1858 erwarb der Kaufmann Emanuel Lanz die Schänzli-Liegenschaft und erstellte eine Sommerwirtschaft. Das Holzhaus wurde im damals verbreiteten Laubsägeli-Stil errichtet. In den folgenden Jahren kam es zu diversen baulichen Erweiterungen, so wurden beispielsweise ein Musikpavillon und ein Theatersaal eröffnet. Das sogenannte „Schänzli-Theater“ wurde im Sommer oftmals von den für die Wintersaison verpflichteten Direktoren des Stadttheaters Bern geleitet.

### 1903 bis zum Zweiten Weltkrieg

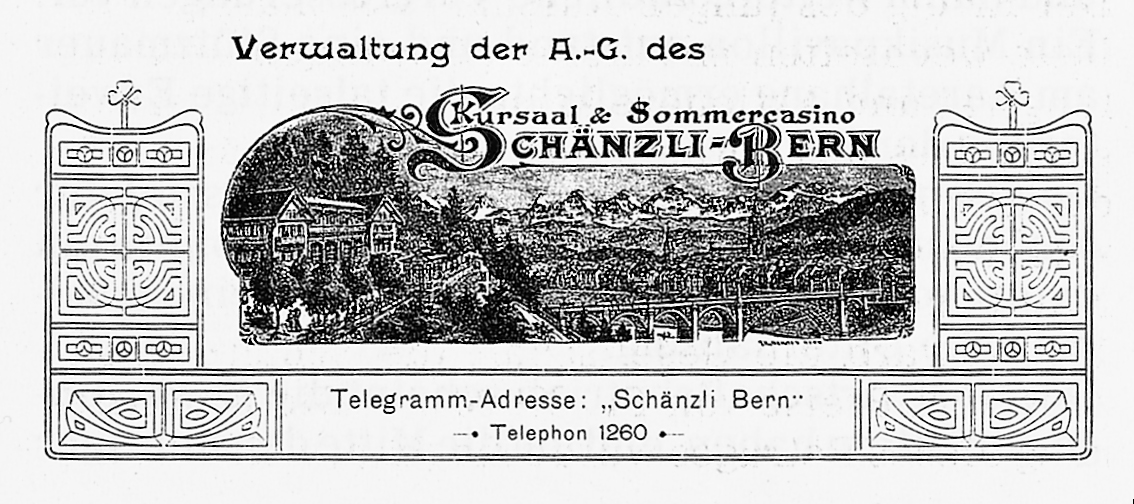
Kursaal & Sommercasino Schänzli Bern - Aktie von 1903

Am 20. Februar 1903 gründeten einige Hoteliers und Geschäftsleute die „Kursaal- und Sommerkasino-Gesellschaft Schänzli“. Dadurch verhinderten sie, dass das Schänzli-Areal zum Villenviertel umfunktioniert wurde. Der Kursaal wurde neu zum Ganzjahresbetrieb. Im Hinblick auf die Landesausstellung 1914 wurde das neue Gebäude gebaut, inklusive Konzertsaal, dem heute noch bestehenden Liftturm, einer Konzerthalle und einem Spielsaal. Durch den Ausbruch des Ersten Weltkriegs wurde die Landesausstellung jedoch abgebrochen und im Kursaal wurde eine Militärsanitätsanstalt eingerichtet.
Es folgten schwierige Jahre für den Kursaal. Aus politischen Gründen musste der Spielsaal von 1925 bis 1928 geschlossen werden. Um auf die neuen Anforderungen und die in die Jahre gekommenen Räumlichkeiten zu reagieren, wurde 1933 ein Neubau eingeweiht: der Theatersaal wurde durch den Leuchtersaal ersetzt, welcher zeitweise durch das Stadttheater Bern und das Berner Heimatschutztheater bespielt wurde.
Der Zweite Weltkrieg brachte vermehrt Vertreter der Kriegswirtschaft nach Bern zu Treffen in verschiedenen Bundesämtern. Diese Gäste frequentierten den Kursaal und brachten ein neues Bedürfnis mit: Besprechungsmöglichkeiten. Entsprechend wurde noch während des Kriegs eine Bar als neuer Treffpunkt im Kursaal gebaut.

### Die Nachkriegszeit
1959 wurde die neue Konzerthalle mit Hebebühne eingeweiht. Grosse Organisationen und Firmen entdeckten bald, dass sich diese neue Halle zur Durchführung grosser Versammlungen und Bankette eignete. Deshalb wurde diese Sparte gefördert: es entstanden weitere Sitzungszimmer, es kam zu Renovationen und Erweiterungsbauten.
Der Kursaal wandelte sich in den 60er- und 70er-Jahren zum Kongresszentrum. Daher wurde 1973 die Firmenbezeichnung von „Kursaal Bern AG“ in „Kongress + Kursaal Bern AG“ geändert. Aus der Unterhaltungsstätte wurde eine Arbeitsstätte.
Im Rahmen des neuen Betriebskonzepts wurde am 1. Oktober 1998 das Hotel «Allegro» eröffnet, ein Stadthotel der 4-Sterne Superior Kategorie.
2002 nahm im Kursaal Bern das Grand Casino Bern den Spielbetrieb auf. Gleichzeitig wurden Erweiterungsbauten realisiert. Durch die Neueröffnung der Arena und des Forums im 2012 wurde die Kapazität für Grossveranstaltungen auf 1'500 Personen erhöht.
Im Jahr 2017 wurde danach das neue Sommerkonzept mit dem Rooftop Grill auf der Meridiano-Terrasse erstellt.
2020 gab es eine Totalrenovation des Hotel Allegros. Die Hotelzimmer inklusive der Rezeption und der Eingangslounge wurden renoviert. Nach Abschluss der Bauarbeiten wurde das Hotel Allegro zum Swissôtel Kursaal Bern und trat in die Accor Gruppe ein.
Beim «Spirit of Bern» 2021 wurde erstmals eine 16 Meter breite, hochauflösende LED-Wand in Betrieb genommen. Sie besticht durch eine aussergewöhnliche hohe Bildqualität und eine blendfreie Bildfläche aus allen Betrachtungswinkeln.
Der Firmenname "Kongress & Kursaal Bern" wurde ebenfalls im Jahr 2021 wieder in den ursprünglichen Namen "Kursaal Bern AG" geändert.
Zur gleichen Zeit wurde eine erfolgreiche Aktienerhöhung und Kotierung der Namenaktien an der Börse BX Swiss durchgeführt.
Im selben Jahr hat die Kursaal Gruppe 14,4 Millionen Franken an Corona-Härtefallgeldern erhalten.
Da das Sommerkonzept mit dem Rooftop Grill ein Erfolg ist, wurde nun auch ein Winterkonzept mit den Rooftop Igloos erstellt.

## Heutiges Angebot
Im Kursaal Bern befinden sich das Swissôtel Kursaal Bern, zwei Restaurants, eine Bar, 28 Kongressräume sowie das Grand Casino Bern.

### Hotel
Das Swissôtel Kursaal Bern ist ein 4-Sterne-Superior-Hotel mit 163 Zimmern.

### Gastronomie
Das gastronomische Angebot besteht aus einer klassischen Bar und zwei Restaurants: Mediterranes Restaurant Giardino und Asiatisches Restaurant Yù.
Der Kursaal Bern bietet Saisonale Gastronomie Angebote. im Sommer einen Rooftop-Grill und im Winter Rooftop-Iglus – beide mit atemberaubendem Blick auf die Berner Altstadt und die Schweizer Alpen.
Bis Ende 2019 war das Fine Dining Restaurant Meridiano Teil des Gastronomie-Angebots im Kursaal Bern. Es war mit einem Michelin-Stern und 16 Gault-Millau-Punkten ausgezeichnet. Es wurde von Chefkoch Fabian Raffeiner und Sommelier Giovanni Ferraris geführt.

### Kongresszentrum
Das Kongresszentrum besteht aus 28 Räumlichkeiten, in welchen Meetings, Events, Kongresse, Ausstellungen und Bankette durchgeführt werden. Aufgrund der Corona-Pandemie hat der Kursaal Bern eine Lösung entwickelt und das Streaming Studio Kursaal Bern mit modernster Technik eingerichtet.
Die Grösse der Kongressräume variiert zwischen 18 und 1'700 Quadratmetern. Es können Veranstaltungen mit rund 1'400 Personen durchgeführt werden.
Die grössten Räumlichkeiten sind die Arena und das Forum. Sie werden für Delegiertenversammlungen, Tagungen, Ausstellungen, Bankette, Partys und Konzerte genutzt. Während des Umbaus des Casino Bern (ehemals Kultur Casino Bern) beherbergt die Arena die Konzerte des Berner Symphonieorchesters und die Konzertreihe Meisterzyklus.
Aufgrund der Corona-Pandemie hat der Kursaal Bern eine Lösung entwickelt und das Streaming Studio Kursaal Bern mit modernster Technik eingerichtet.
Der Kursaal Bern gehört zu den Swiss Convention Centres.

### Grand Casino Bern
Das Grand Casino Bern ist eine Tochtergesellschaft (Aktienanteil 68,5 %) vom Kursaal Bern und eines von acht A-Casinos in der Schweiz. Im Jahr 2020 gab es im Grand Casino Bern eine Lancierung des Online-Casinos "7 Melons".

### Casino de Neuchâtel
Das Casino de Neuchâtel ist ebenfalls eine Tochtergesellschaft vom Kursaal Bern und ist ein B-Casino.